# Dhahran Tower
 (août 2014).
La Dhahran Tower est un gratte-ciel résidentiel de Khobar en Arabie saoudite. Il a été construit en 2012 et s'élève à 200 mètres.